# Bajanbulag
Bajanbulag (mongoliska: Баянбулаг Сум, Bayanbulag, Баянбулаг, Bayanbulag Sum) är ett distrikt i Mongoliet.   Det ligger i provinsen Bajanchongor, i den centrala delen av landet, 700 km väster om huvudstaden Ulaanbaatar.